# Super Contra
Super Contra (スーパー魂斗羅?) è un videogioco del 1988, sequel del titolo della Konami Contra, pubblicato l'anno precedente. A differenza dell'originale Contra, la versione arcade di Super Contra è stata distribuita in Europa con il suo titolo originale e con la modalità a due giocatori intatta. Una versione domestica di Super Contra è stata pubblicata per Nintendo Entertainment System nel 1990, con il titolo Super C in Nordamerica e Probotector II: Return of the Evil Forces nella regione PAL.
Livelli e scenari del gioco sono molto simili anche a Operation C per il Game Boy.

## Trama
Gli eventi narrati seguono la storia di Contra: dopo aver distrutto il cuore del Nido Alieno, Bill Rizer e Lance Bean, convinti che si trattasse di Red Falcon, si apprestano a tornare a casa. Invece Red Falcon è ancora in vita e lancia un nuovo attacco contro il pianeta Terra, disseminandolo di robot guardiani e soldati alieni. Dopo aver incontrato la vera forma di Red Falcon (una donna-mostro) e averlo sconfitto in una battaglia all'ultimo proiettile, Bill e Lance possono restaurare la pace sulla Terra.